# Danh sách vườn quốc gia tại Ba Lan
Vườn quốc gia Ba Lan bao gồm 23 vườn quốc gia do Hội đồng của Cục Công viên quốc gia Ba Lan (Krajowy Zarząd Parków Narodowych) quản lý, nhưng trong năm 2004 trách nhiệm được chuyển giao cho Bộ Môi trường. Vườn quốc gia bao gồm khu vực bảo vệ toàn bộ và bảo vệ một phần. Ngoài ra, các vườn quốc gia thường được bao quanh bởi một vùng đệm bảo vệ gọi là otulina.

## Danh sách
|  | Hình ảnh                                                                                          | Tên                           | Tên xuất xứ                            | Vị trí                         | Tọa độ                              | Diện tích (km²) | Năm thành lập | Biểu tượng                      | Danh hiệu                              | Vườn quốc gia lân cận                        |
|  | ------------------------------------------------------------------------------------------------- | ----------------------------- | -------------------------------------- | ------------------------------ | ----------------------------------- | --------------- | ------------- | ------------------------------- | -------------------------------------- | -------------------------------------------- |
|  | Babia Góra                                                                                        | Babiogórski Park Narodowy     | Dãy núi Babia Góra                     | Zawoja                         | 49°35′B 19°32′Đ / 49,583°B 19,533°Đ | 33,92           | 1955 (1933)   | Laserpitium archangelica        | Khu dự trữ sinh quyển                  |                                              |
|  | Rừng Białowieża                                                                                   | Białowieski Park Narodowy     | Làng Białowieża và rừng Białowieża     | Białowieża                     | 52°40′B 23°50′Đ / 52,667°B 23,833°Đ | 105,02          | 1947 (1932)   | Bò rừng bizon                   | Di sản thế giới, Khu dự trữ sinh quyển | Vườn quốc gia Belavezhskaya Pushcha, Belarus |
|  | Sông Biebrza                                                                                      | Biebrzański Park Narodowy     | Sông Biebrza                           | Osowiec-Twierdza gần Goniądz   | 53°35′B 22°46′Đ / 53,583°B 22,767°Đ | 592,23          | 1993          | Chim cổ khoang                  | Khu dự trữ sinh quyển                  |                                              |
|  | Núi Krzemień thuộc dãy Bieszczady                                                                 | Bieszczadzki Park Narodowy    | Dãy núi Bieszczady                     | Ustrzyki Górne                 | 49°06′B 22°40′Đ / 49,1°B 22,667°Đ   | 292,01          | 1973          | Linh miêu                       | Khu dự trữ sinh quyển                  | Vườn quốc gia Poloniny, Slovakia             |
|  | Rừng Tuchola                                                                                      | Bory Tucholskie Park Narodowy | Tuchola va Rừng Tuchola                | Charzykowy gần Chojnice        | 53°36′B 18°00′Đ / 53,6°B 18°Đ       | 47,98           | 1996          | Tetrao urogallus                |                                        |                                              |
|  | Hồ Ostrowieckie                                                                                   | Drawieński Park Narodowy      | Thị trấn Drawno và sông Drawa          | Drawno                         | 53°07′B 16°15′Đ / 53,117°B 16,25°Đ  | 114,41          | 1990          | Rái cá châu Âu                  |                                        |                                              |
|  | Núi Turbacz thuộc rặng Gorce                                                                      | Gorczański Park Narodowy      | Dãy núi Gorce                          | Poręba Wielka                  | 49°34′B 20°10′Đ / 49,567°B 20,167°Đ | 70,29           | 1981          | Kỳ giông lửa                    |                                        |                                              |
|  | Błędne Skały của dãy núi Stołowe                                                                  | Park Narodowy Gór Stołowych   | Góry Stołowe (Dãy núi Bàn)             | Kudowa-Zdrój                   | 50°28′B 16°20′Đ / 50,467°B 16,333°Đ | 63,40           | 1993          | Hình thành sa thạch             |                                        |                                              |
|  | Một con nai sừng tấm tại Rừng Kampinos                                                            | Kampinoski Park Narodowy      | Làng Kampinos và Rừng Kampinos         | Izabelin gần Warszawa          | 52°19′B 20°28′Đ / 52,317°B 20,467°Đ | 385,44          | 1959          | Nai sừng tấm                    | Khu dự trữ sinh quyển                  |                                              |
|  | Núi Maly Szyszak trong dãy núi Krkonoše                                                           | Karkonoski Park Narodowy      | Karkonosze (Dãy núi khổng lồ)          | Jelenia Góra                   | 50°46′B 15°37′Đ / 50,767°B 15,617°Đ | 55,76           | 1959          | Dãy núi                         | Khu dự trữ sinh quyển                  | Vườn quốc gia Krkonošský, Cộng hòa Séc       |
|  | Trung tâm du khách và bảo tàng                                                                    | Magurski Park Narodowy        | Magura Wątkowska (dãy núi)             | Krempna                        | 49°31′B 21°31′Đ / 49,517°B 21,517°Đ | 194,39          | 1995          | Diều thường                     |                                        |                                              |
|  | Một con chim ưng đầm lầy Á-Âu                                                                     | Narwiański Park Narodowy      | Sông Narew                             | Kurowo gần Kobylin-Borzymy     | 53°04′B 22°53′Đ / 53,067°B 22,883°Đ | 68,1            | 1996          | Ưng đầm lầy Á-Âu                |                                        |                                              |
|  | Đá vôi hình thành trong vườn quốc gia Ojcowski                                                    | Ojcowski Park Narodowy        | Làng Ojców                             | Ojców                          | 50°13′B 19°50′Đ / 50,217°B 19,833°Đ | 21,46           | 1956          | Dơi                             |                                        |                                              |
|  | Núi Trzy Korony nhìn ra sông Dunajec                                                              | Pieniński Park Narodowy       | Dãy núi Pieniny                        | Krościenko nad Dunajcem        | 49°25′B 20°22′Đ / 49,417°B 20,367°Đ | 23,46           | 1954 (1932)   | Núi Trzy Korony và sông Dunajec |                                        | Vườn quốc gia Pieninský, Slovakia            |
|  | Một con Sếu cổ trắng                                                                              | Poleski Park Narodowy         | Vùng Polesie                           | Urszulin                       | 51°27′B 23°09′Đ / 51,45°B 23,15°Đ   | 97,62           | 1990          | Sếu                             | Khu dự trữ sinh quyển                  | Vườn quốc gia Shatskyy, Ukraina              |
|  | Ngựa Konik tại Vườn quốc gia Roztoczański                                                         | Roztoczański Park Narodowy    | Roztocze                               | Zwierzyniec                    | 50°36′B 23°01′Đ / 50,6°B 23,017°Đ   | 84,83           | 1974          | Ngựa Konik                      |                                        |                                              |
|  | Một đụn cát ở Công viên quốc gia Słowiński                                                        | Słowiński Park Narodowy       | Bộ lạc Slovincian                      | Smołdzino gần Słupsk           | 54°40′B 17°13′Đ / 54,667°B 17,217°Đ | 186             | 1967          | Mòng biển                       | Khu dự trữ sinh quyển                  |                                              |
|  | Bukowa Góra thuộc Dãy núi Świętokrzyskie                                                          | Świętokrzyski Park Narodowy   | Dãy núi Święty Krzyż và Świętokrzyskie | Bodzentyn                      | 50°52′B 20°58′Đ / 50,867°B 20,967°Đ | 76,26           | 1950          | Hươu                            |                                        |                                              |
|  | Hồ Czarny (Hồ Đen) trên Dãy núi cao Tatra                                                         | Tatrzański Park Narodowy      | Dãy núi Tatra                          | Zakopane                       | 49°15′B 19°56′Đ / 49,25°B 19,933°Đ  | 211,64          | 1954 (1947)   | Sơn dương Tatra                 | Khu dự trữ sinh quyển                  | Vườn quốc gia Tatranský, Slovakia            |
|  | Sông Postomia nằm trong Vườn Ujście Warty                                                         | Park Narodowy Ujście Warty    | Hợp lưu của sông Warta và Oder         | Chyrzyno gần Kostrzyn nad Odrą | 52°35′B 14°42′Đ / 52,583°B 14,7°Đ   | 80,38           | 2001          | Ngỗng đậu                       |                                        |                                              |
|  | A stone commemorating Prof. Adam Wodziczko who advocated the idea of creating the Wielkopolski NP | Wielkopolski Park Narodowy    | Vùng Wielkopolska (Đại Ba Lan)         | Jeziory gần Mosina             | 52°17′B 16°51′Đ / 52,283°B 16,85°Đ  | 75,84           | 1957          | Cú mèo                          |                                        |                                              |
|  | Hồ Wigry                                                                                          | Wigierski Park Narodowy       | Hồ Wigry                               | Krzywe                         | 54°02′B 23°06′Đ / 54,033°B 23,1°Đ   | 150,86          | 1989          | Hải ly                          |                                        |                                              |
|  | Một vách đá bên bãi biển ở VQG Woliński                                                           | Woliński Park Narodowy        | Đảo Wolin                              | Międzyzdroje                   | 53°55′B 14°30′Đ / 53,917°B 14,5°Đ   | 109,37          | 1960          | Đại bàng đuôi trắng             |                                        |                                              |

|  | Bờ biển |  | Vùng thấp |  | Dãy Sudete |
|  | Hồ nước |  | Vùng cao  |  | Dãy Karpat |

### Văn bản pháp luật
Ordinances issued by the Polish Council of Ministers, establishing individual national parks (all in Polish, in PDF format).
- Rozporządzenie Rady Ministrów z dnia 30 października 1954 r. w sprawie utworzenia Babiogórskiego Parku Narodowego, http://isip.sejm.gov.pl/servlet/Search?todo=file&id=WDU19550040025&type=2&name=D19550025.pdf Lưu trữ ngày 7 tháng 2 năm 2009 tại Wayback Machine
- Rozporządzenie Rady Ministrów z dnia 8 sierpnia 1997 r. w sprawie Babiogórskiego Parku Narodowego, http://isip.sejm.gov.pl/servlet/Search?todo=file&id=WDU19970990608&type=2&name=D19970608.pdf Lưu trữ ngày 7 tháng 2 năm 2009 tại Wayback Machine
- Rozporządzenie Rady Ministrów z dnia 21 listopada 1947 r. o utworzeniu Białowieskiego Parku Narodowego, http://isip.sejm.gov.pl/servlet/Search?todo=file&id=WDU19470740469&type=2&name=D19470469.pdf Lưu trữ ngày 21 tháng 4 năm 2009 tại Wayback Machine
- Rozporządzenie Rady Ministrów z dnia 16 lipca 1996 r. w sprawie Białowieskiego Parku Narodowego, http://isip.sejm.gov.pl/servlet/Search?todo=file&id=WDU19960930424&type=2&name=ATTAUOTZ Lưu trữ ngày 21 tháng 4 năm 2009 tại Wayback Machine
- Rozporządzenie Rady Ministrów z dnia 9 września 1993 r. w sprawie utworzenia Biebrzańskiego Parku Narodowego, Dz.U. 1993 nr 86 poz. 399 Lưu trữ ngày 7 tháng 2 năm 2009 tại Wayback Machine
- Rozporządzenie Rady Ministrów z dnia 4 sierpnia 1973 r. w sprawie utworzenia Bieszczadzkiego Parku Narodowego, http://isip.sejm.gov.pl/servlet/Search?todo=file&id=WDU19730310179&type=2&name=D19730179.pdf Lưu trữ ngày 21 tháng 4 năm 2009 tại Wayback Machine
- Rozporządzenie Rady Ministrów z dnia 14 maja 1996 r. w sprawie utworzenia Parku Narodowego "Bory Tucholskie", http://isip.sejm.gov.pl/servlet/Search?todo=file&id=WDU19960640305&type=2&name=ATT9MS9S Lưu trữ ngày 21 tháng 4 năm 2009 tại Wayback Machine
- Rozporządzenie Rady Ministrów z dnia 10 kwietnia 1990 r. w sprawie utworzenia Drawieńskiego Parku Narodowego, http://isip.sejm.gov.pl/servlet/Search?todo=file&id=WDU19900260151&type=2&name=D19900151.pdf Lưu trữ ngày 7 tháng 2 năm 2009 tại Wayback Machine
- Rozporządzenie Rady Ministrów z dnia 8 sierpnia 1980 r. w sprawie utworzenia Gorczańskiego Parku Narodowego, http://isip.sejm.gov.pl/servlet/Search?todo=file&id=WDU19800180066&type=2&name=D19800066.pdf Lưu trữ ngày 7 tháng 2 năm 2009 tại Wayback Machine
- Rozporządzenie Rady Ministrów z dnia 16 września 1993 r. w sprawie utworzenia Parku Narodowego Gór Stołowych, http://isip.sejm.gov.pl/servlet/Search?todo=file&id=WDU19930880407&type=2&name=D19930407.pdf Lưu trữ ngày 7 tháng 2 năm 2009 tại Wayback Machine
- Rozporządzenie Rady Ministrów z dnia 16 stycznia 1959 r. w sprawie utworzenia Kampinoskiego Parku Narodowego, http://isip.sejm.gov.pl/servlet/Search?todo=file&id=WDU19590170091&type=2&name=D19590091.pdf Lưu trữ ngày 7 tháng 2 năm 2009 tại Wayback Machine
- Rozporządzenie Rady Ministrów z dnia 16 stycznia 1959 r. w sprawie utworzenia Karkonoskiego Parku Narodowego, http://isip.sejm.gov.pl/servlet/Search?todo=file&id=WDU19590170090&type=2&name=D19590090.pdf Lưu trữ ngày 7 tháng 2 năm 2009 tại Wayback Machine
- Rozporządzenie Rady Ministrów z dnia 24 listopada 1994 r. w sprawie utworzenia Magurskiego Parku Narodowego, http://isip.sejm.gov.pl/servlet/Search?todo=file&id=WDU19941260618&type=2&name=D19940618.pdf Lưu trữ ngày 18 tháng 11 năm 2009 tại Wayback Machine
- Rozporządzenie Rady Ministrów z dnia 1 lipca 1996 r. w sprawie utworzenia Narwiańskiego Parku Narodowego, http://isip.sejm.gov.pl/servlet/Search?todo=file&id=WDU19960770368&type=2&name=ATTPCXS0 Lưu trữ ngày 18 tháng 11 năm 2009 tại Wayback Machine
- Rozporządzenie Rady Ministrów z dnia 14 stycznia 1956 r. w sprawie utworzenia Ojcowskiego Parku Narodowego, http://isip.sejm.gov.pl/servlet/Search?todo=file&id=WDU19560040022&type=2&name=D19560022.pdf Lưu trữ ngày 7 tháng 2 năm 2009 tại Wayback Machine
- Rozporządzenie Rady Ministrów z dnia 30 października 1954 r. w sprawie utworzenia Pienińskiego Parku Narodowego, http://isip.sejm.gov.pl/servlet/Search?todo=file&id=WDU19550040024&type=2&name=D19550024.pdf Lưu trữ ngày 7 tháng 2 năm 2009 tại Wayback Machine
- Rozporządzenie Rady Ministrów z dnia 10 kwietnia 1990 r. w sprawie utworzenia Poleskiego Parku Narodowego, http://isip.sejm.gov.pl/servlet/Search?todo=file&id=WDU19900270155&type=2&name=D19900155.pdf Lưu trữ ngày 7 tháng 2 năm 2009 tại Wayback Machine
- Rozporządzenie Rady Ministrów z dnia 10 maja 1974 r. w sprawie utworzenia Roztoczańskiego Parku Narodowego, http://isip.sejm.gov.pl/servlet/Search?todo=file&id=WDU19740210120&type=2&name=D19740120.pdf Lưu trữ ngày 7 tháng 2 năm 2009 tại Wayback Machine
- Rozporządzenie Rady Ministrów z dnia 23 września 1966 r. w sprawie utworzenia Słowińskiego Parku Narodowego, http://isip.sejm.gov.pl/servlet/Search?todo=file&id=WDU19660420254&type=2&name=D19660254.pdf Lưu trữ ngày 7 tháng 2 năm 2009 tại Wayback Machine
- Rozporządzenie Rady Ministrów z dnia 1 kwietnia 1950 r. w sprawie utworzenia Świętokrzyskiego Parku Narodowego, http://isip.sejm.gov.pl/servlet/Search?todo=file&id=WDU19500140133&type=2&name=D19500133.pdf Lưu trữ ngày 7 tháng 2 năm 2009 tại Wayback Machine
- Rozporządzenie Rady Ministrów z dnia 30 października 1954 r. w sprawie utworzenia Tatrzańskiego Parku Narodowego, http://isip.sejm.gov.pl/servlet/Search?todo=file&id=WDU19550040023&type=2&name=D19550023.pdf Lưu trữ ngày 21 tháng 4 năm 2009 tại Wayback Machine
- Rozporządzenie Rady Ministrów z dnia 19 czerwca 2001 r. w sprawie utworzenia Parku Narodowego "Ujście Warty", http://isip.sejm.gov.pl/servlet/Search?todo=file&id=WDU20010670681&type=2&name=ATT70LUD Lưu trữ ngày 21 tháng 4 năm 2009 tại Wayback Machine
- Rozporządzenie Rady Ministrów z dnia 16 kwietnia 1957 r. w sprawie utworzenia Wielkopolskiego Parku Narodowego, http://isip.sejm.gov.pl/servlet/Search?todo=file&id=WDU19570240114&type=2&name=D19570114.pdf Lưu trữ ngày 7 tháng 2 năm 2009 tại Wayback Machine
- Rozporządzenie Rady Ministrów z dnia 27 czerwca 1988 r. w sprawie utworzenia Wigierskiego Parku Narodowego, http://isip.sejm.gov.pl/servlet/Search?todo=file&id=WDU19880250173&type=2&name=D19880173.pdf Lưu trữ ngày 7 tháng 2 năm 2009 tại Wayback Machine
- Rozporządzenie Rady Ministrów z dnia 3 marca 1960 r. w sprawie utworzenia Wolińskiego Parku Narodowego, http://isip.sejm.gov.pl/servlet/Search?todo=file&id=WDU19600140079&type=2&name=D19600079.pdf Lưu trữ ngày 7 tháng 2 năm 2009 tại Wayback Machine

### Websites
Trang web chính thức của các vườn quốc gia Ba Lan
- bgpn.pl Lưu trữ ngày 26 tháng 12 năm 2008 tại Wayback Machine, Vườn quốc gia Babiogórski
- bpn.com.pl, Vườn quốc gia Białowieski
- biebrza.org.pl, Vườn quốc gia Biebrzański
- bdpn.p, Vườn quốc gia Bieszczadzki
- park.borytucholskie.info, Vườn quốc gia Bory Tucholskie
- dpn.pl, Vườn quốc gia Drawieński
- gorczanskipark.pl, Vườn quốc gia Gorczański
- pngs.pulsar.net.pl Lưu trữ ngày 17 tháng 12 năm 2008 tại Wayback Machine, Vườn quốc gia Gór Stołowych
- kampinoski-pn.gov.pl, Vườn quốc gia Kampinoski
- kpnmab.pl Lưu trữ ngày 23 tháng 4 năm 2009 tại Wayback Machine, Vườn quốc gia Karkonoski
- magurskipn.pl, Vườn quốc gia Magurski
- npn.pl, Vườn quốc gia Narwiański
- opn.pan.krakow.pl Lưu trữ ngày 10 tháng 3 năm 2010 tại Wayback Machine, Vườn quốc gia Ojcowski
- pieninypn.pl, Vườn quốc gia Pieniński
- poleskipn.pl, Vườn quốc gia Poleski
- roztoczanskipn.pl, Vườn quốc gia Roztoczański
- slowinskipn.pl, Vườn quốc gia Słowiński
- swietokrzyskipn.org.pl, Vườn quốc gia Świętokrzyski
- tpn.pl, Vườn quốc gia Tatrzański
- pnujsciewarty.gov.pl, Vườn quốc gia Ujście Warty
- wielkopolskipn.pl, Vườn quốc gia Wielkopolski
- wigry.win.pl Lưu trữ ngày 30 tháng 12 năm 2005 tại Wayback Machine, Vườn quốc gia Wigierski Park Narodowy
- wolinpn.pl Lưu trữ ngày 18 tháng 12 năm 2008 tại Wayback Machine, Vườn quốc gia Woliński